# ألفرد هوبر
ألفرد هوبر (بالألمانية: Alfred Huber)‏ (29 يناير 1910 إسطنبول تركيا - 25 يناير 1986 راستات ألمانيا) هو لاعب كرة قدم ألماني سابق كان يلعب كمهاجم.

## روابط خارجية
- ألفرد هوبر على موقع قاعدة بيانات كرة القدم.إي يو (الإنجليزية)
- ألفرد هوبر على موقع بيانات كرة القدم. دي إي (الألمانية)
- ألفرد هوبر على موقع ناشيونال فوتبول تيمز (الإنجليزية)
- ألفرد هوبر على موقع عالم كرة القدم.نت (الإنجليزية)